# Geoff Balme
Geoff Balme (* 4. Oktober 1957) ist ein neuseeländischer ehemaliger Renn- und Naturbahnrodler sowie gegenwärtiger Sportfunktionär. Von 1989 bis 2023 war er Regionaler Vizepräsident Ozeanien, seit 2023 ist er Vizepräsident Finanzen der Fédération Internationale de Luge.

## Leben
Balme studierte Betriebswirtschaftslehre und ist seit 1976 als Buchhalter, Finanzmanager und Wirtschaftsprüfer in Kanada und Neuseeland tätig.
Von 1984 bis 1988 war er, während er in Calgary lebte, als Naturbahnrodler aktiv. Er trat unter anderem 1998 bei den Nordamerikanischen Meisterschaften an. Als Rennrodler auf Kunstbahn trat er 1986/87, 1987/88 und 1988/89 im Rennrodel-Weltcup für Neuseeland an. Bei den Rennrodel-Weltmeisterschaften 1989 im deutschen Winterberg erreichte er mit dem 36. Platz im Einsitzer der Männer sein bestes Ergebnis.
1985 wurde er, selbst noch aktiver Sportler, Präsident des neuseeländischen Rennrodelverbandes. Nachdem er seine aktive Laufbahn 1989 beendet hatte, wurde Balme zum Regionalen Vizepräsident Ozeanien des internationalen Rennrodelverbandes Fédération Internationale de Luge de Course gewählt. Von 1996 bis 2003 war er Vorstandsmitglied des Neuseeländischen Olympischen Komitees, für dessen Olympiamannschaft er bei den Olympischen Winterspielen 1998 in Nagano sowie 2002 in Salt Lake City als Chef de Mission tätig war. In seine Amtszeit als Präsident des neuseeländischen Rennrodelverbandes fällt die Eröffnung der ersten Rodelbahn auf der Südhalbkugel am 12. Juli 2008 in Naseby. Die Bahn ist ein Zwitter von Kunst- und Naturbahn und wird daher sowohl von Kunstbahn- als auch Naturbahnathleten aus Ozeanien für Trainingszwecke genutzt.
2022 kandidierte er gegen Sorin Buta und Leander Moroder um das Amt als Vizepräsident für Naturbahn und Rodeln als Breitensport der FIL, unterlag jedoch mit nur fünf Stimmen deutlich; Balme wurde jedoch später als Vizepräsident Ozeanien im Amt bestätigt. Auf dem FIL-Kongress 2023 wurde Balme zum Vizepräsidenten Finanzen gewählt. Er folgte damit auf Philipp Trattner.
Balme ist seit 1982 verheiratet und Vater von zwei Kindern.